# Милијарда (Фрозиноне)
Милијарда је насеље у Италији у округу Фрозиноне, региону Лацио.
Према процени из 2011. у насељу је живело 15 становника. Насеље се налази на надморској висини од 495 м.